# Нашатир (мінерал)

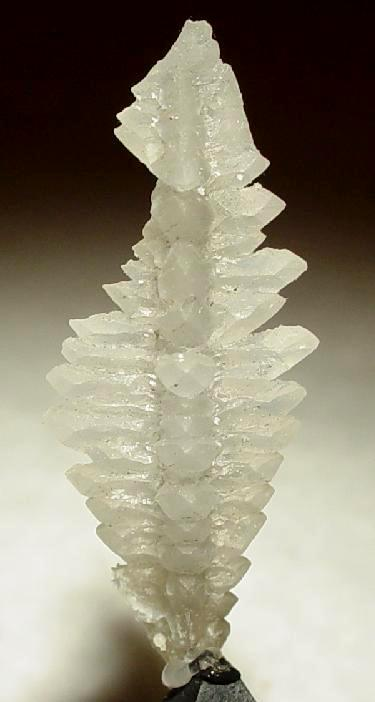
Кристал нашатирю із села Рават, Таджикистан. Один із багатьох незвичайних зразків кристалів нашатирю, знайдених у районі села Рават, поблизу річки Ягноб, де кристали виросли у формі пір'я або тривимірного дерева. Розмір зображення 3,3 × 1,4 × 1,4 см.

Нашатир є рідкісним природним мінералом, що складається з хлориду амонію, NH4Cl. Утворює безбарвні, білі або жовто-коричневі кристали ізометрично-гексоктаедричного класу. Він має дуже слабке розщеплення і є крихким з раковистим зламом. Нашатир досить м'який, з твердістю за Моосом від 1,5 до 2 і має низьку питому вагу — 1,5. Водорозчинний.
Нашатир також є архаїчною назвою хімічної сполуки хлориду амонію.

## Історія
Пліній у книзі XXXI своєї Природничої історії згадує про сіль, видобуту в римській провінції Киренаїка під назвою hammoniacum, яка називається так через близькість до сусіднього храму Юпітера Амона (грецьке Ἄμμων Ammon). Однак опис солі, який дає Пліній, не відповідає властивостям хлориду амонію. Відповідно до коментаря Герберта Гувера в його англійському перекладі «De re metallica» Ґеорґіуса Аґріколи, ймовірно, це була звичайна морська сіль. Тим не менш, ця сіль зрештою дала назву аміаку та сполукам амонію.
Перша засвідчена згадка про нашатир як хлорид амонію міститься в праці Псевдо-Гебера De pronatione veritatis, де приготування нашатирю наводиться в розділі De Salis armoniaci præparatione, причому salis armoniaci була загальною назвою для нашатирю в Середньовіччі.
Нашатир зазвичай утворюється у вигляді інкрустації, утвореної сублімацією навколо вулканічних жерл, і зустрічається навколо вулканічних фумарол, відкладень гуано та палаючих вугільних пластів. Асоційовані мінерали включають натрієві галуни, самородну сірку та інші фумарольні мінерали. Помітні прояви виявлено в Таджикистані; Італії (Везувій); Мексиці (Парікутин, Мічоакан).

## Використання
Зазвичай використовується для очищення паяльника при пайці вітражів.

### Рафінування металу
У виготовленні ювелірних виробів та рафінуванні дорогоцінних металів до золота та срібла додають карбонат калію в покритому бурою тиглі для очищення залізних або сталевих ошурків, які могли забруднити брухт. Потім його охолоджують на повітрі та переплавляють із сумішшю порошку деревного вугілля та нашатирю у співвідношенні один до одного, щоб отримати міцний злиток відповідного металу чи сплаву у випадку стерлінгового срібла (7,5 % міді) або каратного золота.

### Харчування
Нашатир також використовувався в минулому в хлібобулочних виробах, щоб надати печиву хрусткої текстури, але застосування харчового амонію (карбонат амонію або (NH4)2CO3) було витіснене сучасними розпушувачами або харчовою содою (гідрокарбонат натрію).
Нашатир використовується у солоній локриці або монпансьє.

### Фарбування
Крім того, цей мінерал або, здебільшого, його синтетичний аналог, також використовується для виробництва охолоджуючих ванн, а також для фарбування та дублення шкіри.

### Електротехніка
Нашатир використовувався в якості електроліту в елементах Лекланше, попереднику сухої батареї (вугільний стрижень і цинковий стрижень або циліндр утворювали електроди).

### Ліки
Нашатир був частиною фармакопеї ісламських лікарів.
У 14-му столітті у «Пролозі та оповіді слуги каноніка», одній із «Кентерберійських оповідей» Чосера, алхімік нібито використовує нашатир як нюхальну сіль.
Медичний рукопис, складений у 1666 році, включав рецепт «приготування нашатирю за словами Роберта Бойля» (відомого вченого). У ньому сказано, що при вдиханні нашатир може допомогти «при запамороченнях голови та сильних головних болях та епілептичних нападах», а також полегшити «вперте горе та меланхолію».